# Buteasa, Maramureș
Buteasa (în maghiară Bucsonfalva-până în 1901 Butyásza) este un sat ce aparține orașului Șomcuta Mare din județul Maramureș, Transilvania, România.
Geografic, Buteasa aparține de Țara Chioarului, zonă colinară așezată în partea de SV a județului Maramureș. Ca parte componentă a Chioarului, Buteasa se află așezată în partea de sud a acestei zone denumită geografic "Jugul intracarpatic".

## Etimologie
Etimologia numelui localității: din n.fam. But, Bute sau Butean (< subst. bute „butoi" < lat. buttis) + suf.-easa.

## Demografie
La recensământul din 2011, populația era de 384 locuitori.

## Monument istoric
- Biserica de lemn „Sf. Arhangheli Mihail și Gavril” (1800).

## Istoric
Satul Buteasa este menționat documentar la 1424  sub denumirea maghiară de Buchonfalva, iar numele românesc, Buteasa, este menționat la 1800. Pe parcursul secolelor această denumire va suporta mai multe modificări, după cum urmează: din anul 1566 apare înscris numele de Butacza, apoi la 1733 este menționat în documente satul cu numele Butyasza, la 1800 Buteasa, iar în 1913 satul apare cu numele de Bucsonfalva, iar după 1918 se revine la numele românesc.

În ceea ce privește semnificația numelui satului Buteasa, există mai multe variante. De obicei numele unei localități este dat fie de intemeietorul ei, fie de cursul unei ape care o străbate, fie de ocupația locuitorilor și, nu în cele din urmă, de aspectul reliefului; în cazul localității noastre există mai multe variante, una dintre ele pare a fi aceea potrivit căreia locuitorii satului s-au ocupat cu butnăritul (veche meserie care constă în confecționarea vaselor din doage de lemn denumite "buți", vase folosite pentru alimentarea cu apă a Cetății Chioar). Cealaltă variantă rezidă dintr-o terminologie maghiară de forma "bucs", care înseamnă loc înalt. Într-adevăr înainte de distrugerea Cetății Chioar (1718), satul Buteasa se afla pe un astfel de loc denumit azi "Pusta" de unde locuitorii săi s-au retras într-o zonă împădurită, actuala vatră a satului.

## Imagini

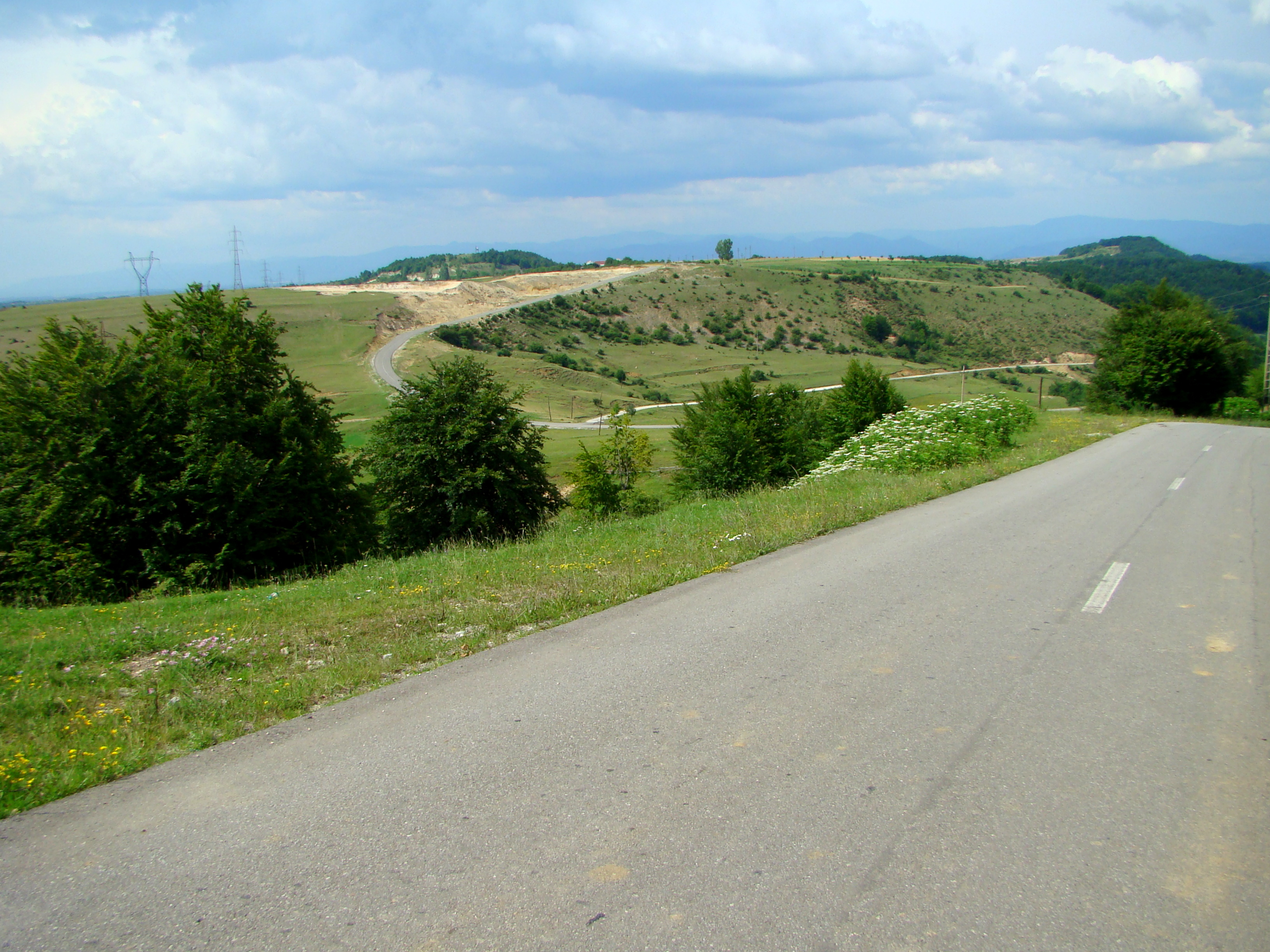
Drumul spre satul Buteasa
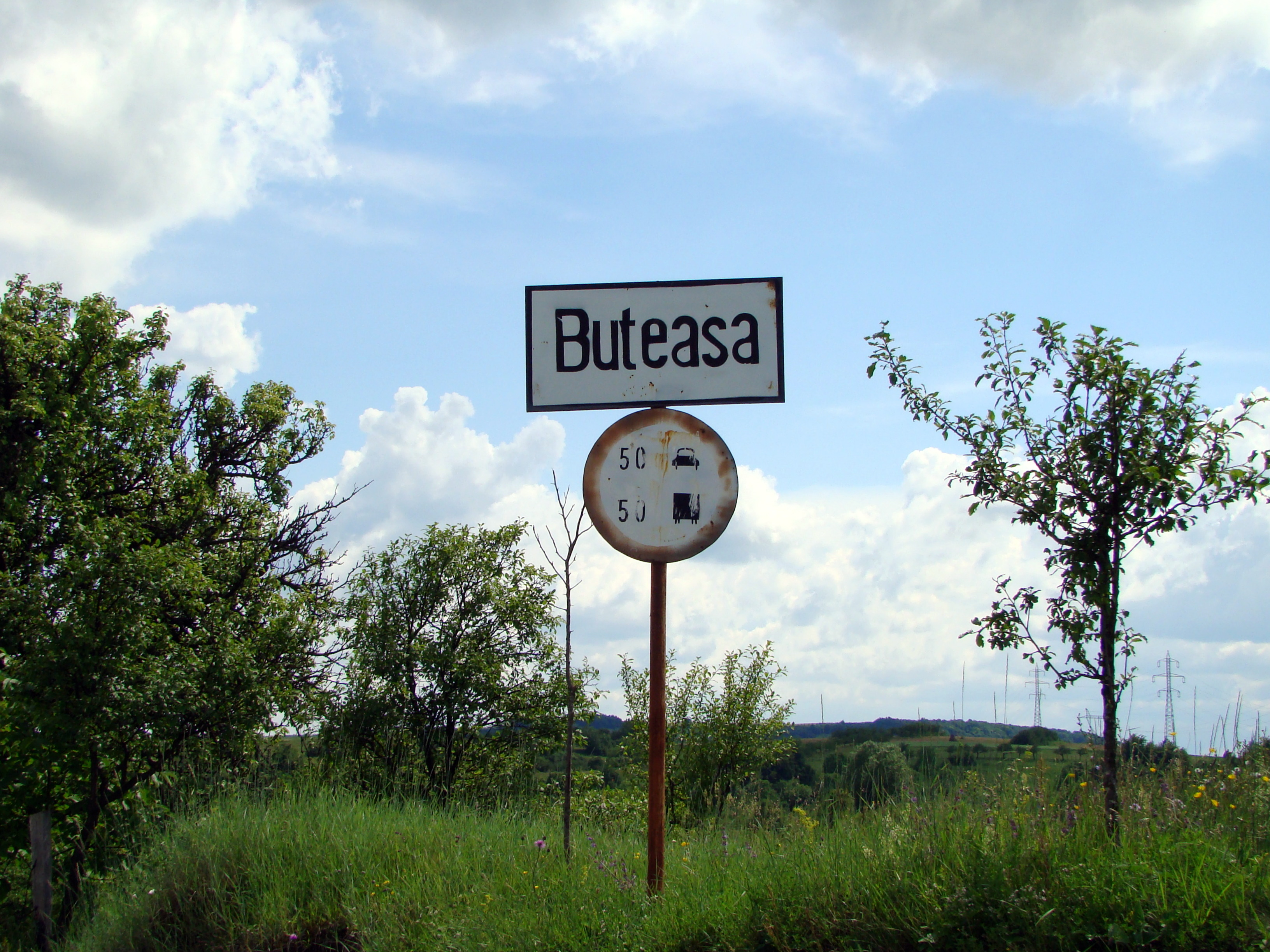
Intrarea în localitate
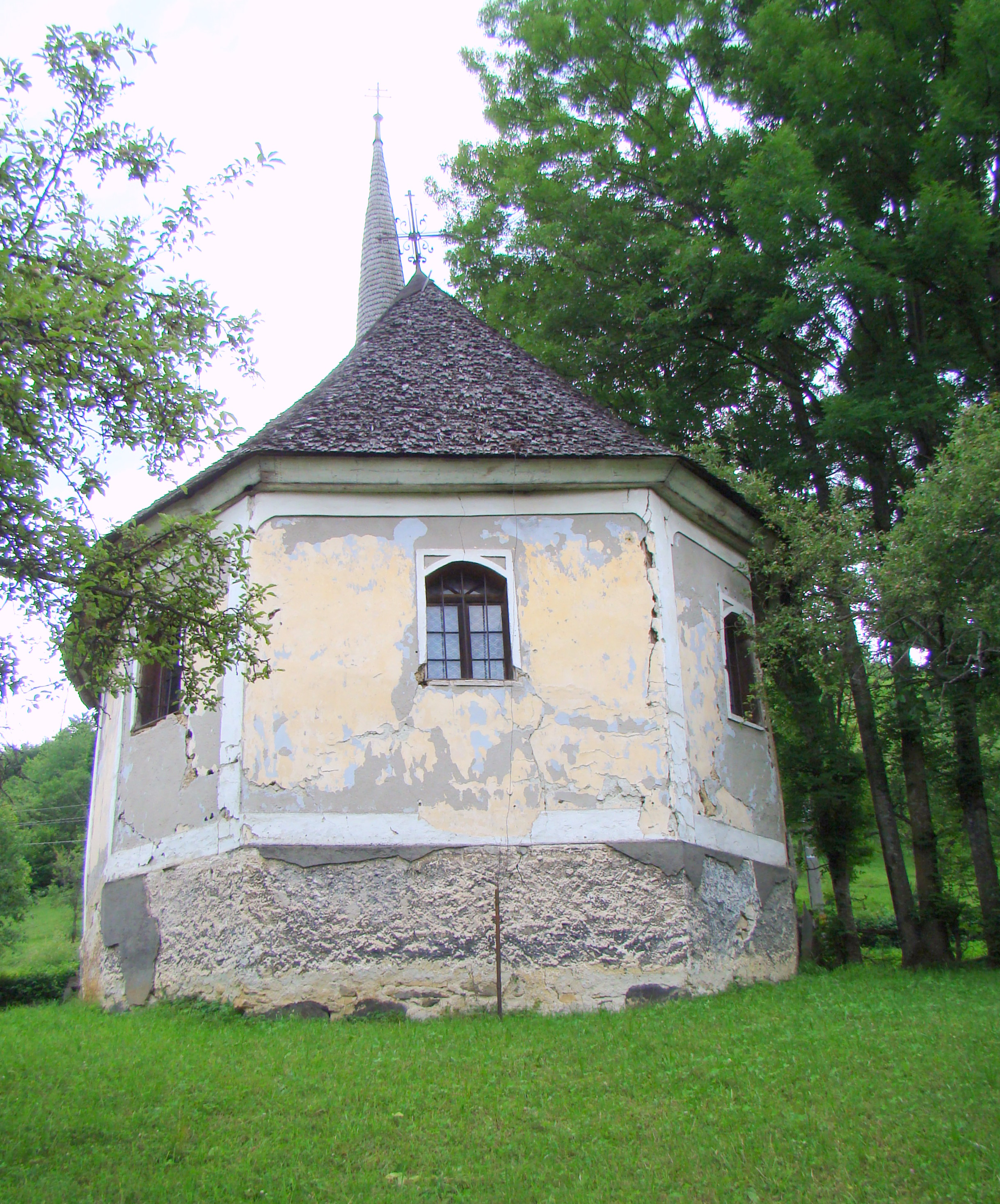
Biserica de lemn (monument istoric)
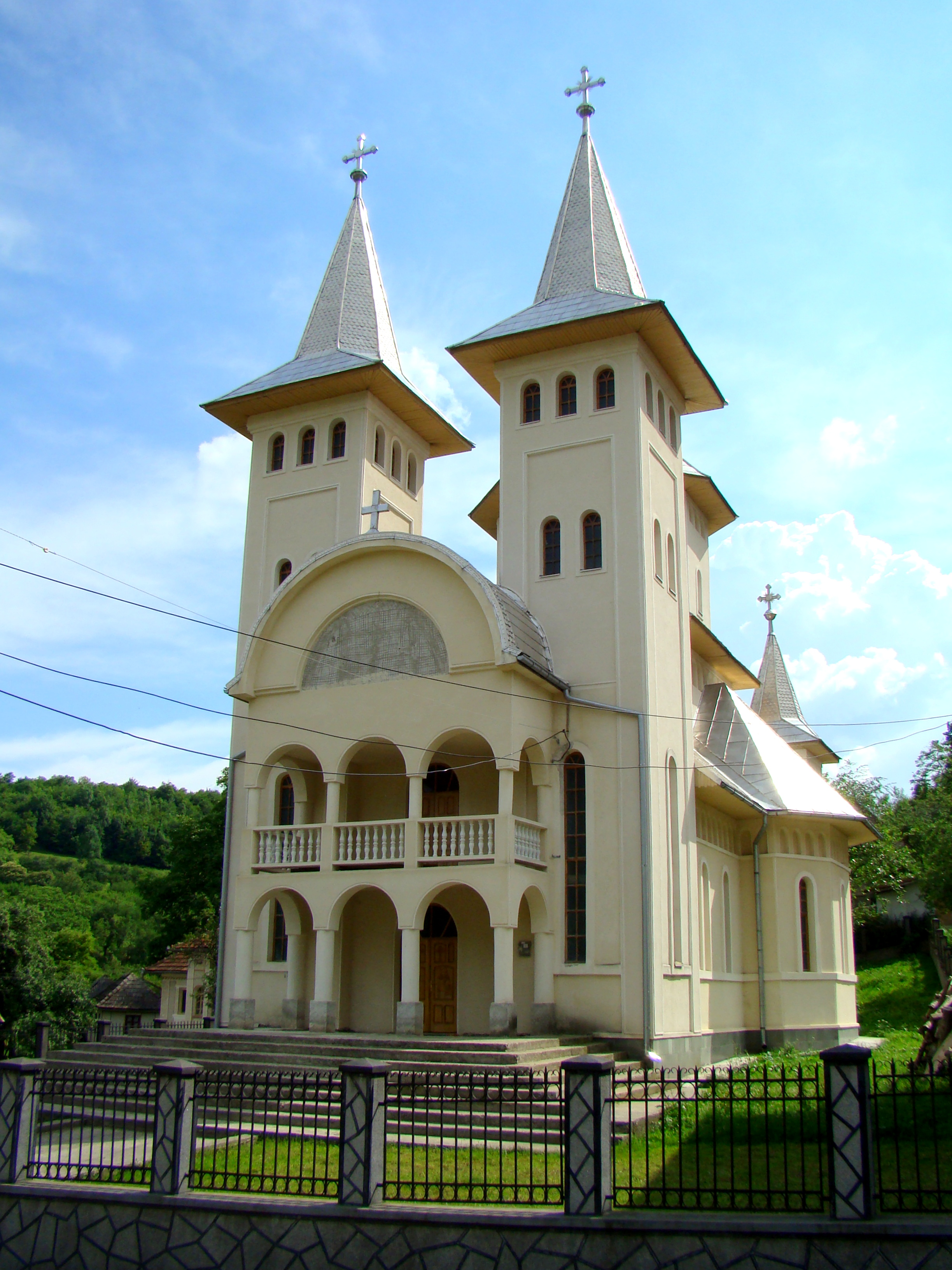
Biserica nouă cu același hram  „Sf. Arhangheli Mihail și Gavril”
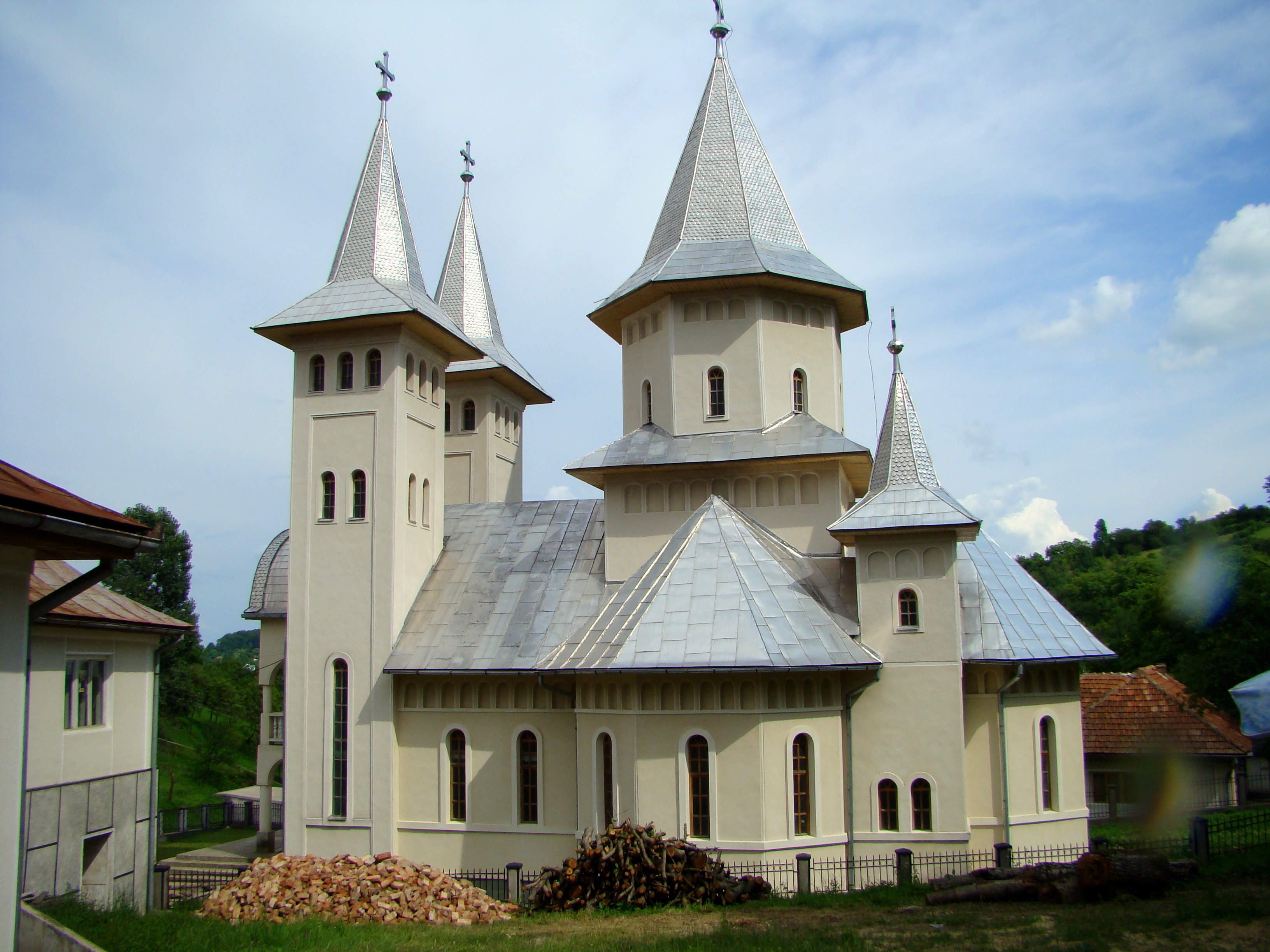
Biserica nouă cu același hram  „Sf. Arhangheli Mihail și Gavril”